# Mae-mawari-ukemi
Mae-mawari-ukemi, zenpo-kaiten of voorwaartse judorol is een van de valbreektechnieken die worden toegepast in vechtsporten zoals het judo en zelfverdedigingskunsten zoals het jiujitsu. Bij deze techniek wordt een voorwaartse val gebroken door eerst de meeste energie kwijt te raken door het doorrollen van het lichaam, en de rest door af te slaan met een van de armen. Men rolt niet over het hoofd (koprol), maar over een van de schouders. Bij het oefenen wordt zowel over de rechter- als over de linkerschouder gerold.
Een verschil met de mae-ukemi – ook een valbreektechniek die bij een voorwaartse val wordt toegepast – is dat hierbij niet wordt doorgerold, maar praktisch alle energie wordt opgevangen door het afslaan met beide armen.
Indien men niet afslaat of doorrolt bij het naar voren vallen, loopt men het risico lichaamsdelen zoals een arm of het hoofd te verwonden. Een typische situatie waarbij men mae-mawari-ukemi toepast, is als men geworpen wordt, bijvoorbeeld bij een offerworp zoals de tomoe-nage. Als men over iets als een stoeprand of een object struikelt, ligt de mae-ukemi meer voor de hand.